# Berville-sur-Mer
Berville-sur-Mer là một xã thuộc tỉnh Eure trong vùng Normandie miền bắc nước Pháp.